# Liste des joueurs de l'Olympique lyonnais
Joueurs professionnels notables
Statut des joueurs
La liste des joueurs de l'Olympique lyonnais regroupe l'ensemble des joueurs de football ayant effectué au moins un match avec l'équipe première de l'Olympique lyonnais. Les joueurs ont un statut de sportif professionnel depuis la création du club en 1950.
Il s'agit d'une liste alphabétique indiquant le poste auquel évolue le joueur, sa période au club, ainsi que le nombre de matchs joués et de buts marqués dans les compétitions officielles (championnats, coupes nationales, coupes d'Europe). Les équipes nationales dans lesquels les joueurs ont évolué sont indiquées.
Serge Chiesa est le joueur qui a participé au plus grand nombre de rencontres avec l'Olympique lyonnais. Entre 1969 et 1983, il participe à 542 matchs officiels dont 477 en championnat. En second et entre 1997 et 2008, Grégory Coupet joue 519 matchs avec le club. Il y remporte tous les trophées conquis par le club entre 2001 et 2008, soit une Coupe de la Ligue, une Coupe de France et sept titres consécutifs de champion de France. Le classement des joueurs ayant participé au plus de match avec l'Olympique lyonnais est complété par Yves Chauveau avec 490 matchs et Fleury Di Nallo avec 494 matchs dans les années 1960. Ce dernier est le meilleur buteur de l'histoire du club avec Buts 222 buts entre 1960 et 1974 dont 182 en championnat.

## Statut
L'Olympique lyonnais est créé en 1950 à la suite de la scission des sections football et rugby regroupées jusqu'alors sous l’appellation Lyon olympique universitaire. L'équipe première hérite du statut de la section football du LOU qui avait rejoint les rangs professionnel en 1942.
Le club est enregistré à la Fédération française de football, les joueurs peuvent donc participer aux différentes épreuves françaises comme le championnat de France ou la Coupe de France. Les sections amateurs de l'Olympique lyonnais sont inscrites sous le même numéro d'affiliation que l'équipe professionnelle. Elles regroupent notamment l'équipe réserve et les équipes jeunes.

## Joueurs emblématiques
Plusieurs joueurs ont joué un rôle majeur dans l'histoire de l'Olympique lyonnais.
Quelques uns d'entre eux ont été formés au club puis acquis une renommée internationale. D'autres ont été recrutés dans le monde entier et ont largement contribué à écrire l'histoire du club. Enfin, certains, à la carrière plus modeste, ont joué un rôle fondamental à l'OL, par leur longévité et constance.
Par ailleurs, l'OL tâchant de maintenir une forte culture club, de nombreux joueurs illustres ont par la suite joué un rôle au sein de l'encadrement du club.
| Nom                  | Période     | Nom                 | Période                  | Nom                 | Période                  |
| -------------------- | ----------- | ------------------- | ------------------------ | ------------------- | ------------------------ |
| Ernest Schultz       | 1952 - 1957 | Aimé Mignot         | 1955 - 1966              | Nestor Combin       | 1959 - 1964              |
| Ángel Rambert        | 1960 - 1970 | Fleury Di Nallo     | 1960 - 1974              | Yves Chauveau       | 1964 - 1975, 1978 - 1982 |
| André Guy            | 1967 - 1971 | Bernard Lacombe     | 1969 - 1978              | Serge Chiesa        | 1969 - 1983              |
| Raymond Domenech     | 1970 - 1977 | Sima Nikolic        | 1980 - 1985              | Eugène Kabongo Ngoy | 1987 - 1990              |
| Rémi Garde           | 1988 - 1993 | Jacek Bąk           | 1995 - 2002              | Alain Caveglia      | 1996 - 2000              |
| David Linarès        | 1996 - 2002 | Philippe Violeau    | 1997 - 2003              | Christophe Delmotte | 1997 - 2004              |
| Grégory Coupet       | 1997 - 2008 | Jérémie Bréchet     | 1998 - 2003              | Vikash Dhorasoo     | 1998 - 2004              |
| Sonny Anderson       | 1999 - 2003 | Sidney Govou        | 1999 - 2010              | Edmílson            | 2000 - 2004              |
| Cláudio Caçapa       | 2000 - 2007 | Patrick Müller      | 2000 - 2004, 2006 - 2008 | Éric Carrière       | 2001 - 2004              |
| Juninho Pernambucano | 2001 - 2009 | Mahamadou Diarra    | 2002 - 2006              | Michael Essien      | 2003 - 2005              |
| Florent Malouda      | 2003 - 2007 | Anthony Réveillère  | 2003 - 2013              | Sylvain Wiltord     | 2004 - 2007              |
| Éric Abidal          | 2004 - 2007 | Cris                | 2004 - 2012              | Tiago               | 2005 - 2007              |
| Fred                 | 2005 - 2009 | Karim Benzema       | 2005 - 2009              | Jérémy Toulalan     | 2006 - 2011              |
| Kim Källström        | 2006 - 2012 | Miralem Pjanić      | 2008 - 2011              | Hugo Lloris         | 2008 - 2012              |
| Michel Bastos        | 2009 - 2013 | Lisandro López      | 2009 - 2013              | Bafétimbi Gomis     | 2009 - 2014              |
| Maxime Gonalons      | 2009 - 2017 | Alexandre Lacazette | 2010 - 2017, 2022 - 2025 | Samuel Umtiti       | 2012 - 2016              |
| Anthony Lopes        | 2012 - 2025 | Corentin Tolisso    | 2013 - 2017, 2022 - ?    | Nabil Fekir         | 2013 - 2019              |
| Maxwel Cornet        | 2015 - 2021 | Houssem Aouar       | 2015 - 2023              | Memphis Depay       | 2017 - 2021              |
| Ferland Mendy        | 2017 - 2019 | Tanguy Ndombele     | 2017 - 2019, 2022        | Moussa Dembélé      | 2018 - 2023              |
| Maxence Caqueret     | 2018 - 2025 | Bruno Guimarães     | 2020 - 2022              | Lucas Paquetá       | 2020 - 2022              |
| Nicolás Tagliafico   | 2022 - 2025 |                     |                          |                     |                          |

### 1950-1963: les pionniers
La scission des sections football et rugby du LOU est effective en 1950. La plupart des joueurs sont conservés dans l'effectif. Ils sont ainsi vingt-trois joueurs à former l'équipe initiale de l'Olympique lyonnais, mais la plupart ne restera pas plus de deux saisons. Camille Ninel est l'un des pionniers de ce club fraîchement formé. Il joue au poste de milieu de terrain et passe dix ans de sa carrière dans l'équipe. L'année suivante, André Lerond arrive en tant que défenseur et reste huit années avant de rejoindre le Stade français.
Aimé Mignot arrive à Lyon à l'âge de vingt-trois ans, en 1955, pour effectuer onze saisons — soit toute sa carrière professionnelle — en tant que défenseur. Son seul but marqué est en quart de finale aller de la Coupe des Coupes. Il est ensuite devenu entraîneur du club, de 1968 à 1976.

### 1963-1973: premières victoires nationales
Fleury Di Nallo s'engage avec l'Olympique lyonnais en 1960 et y restera jusqu'en 1974. Durant cette période, cet attaquant devient le meilleur buteur de l'Olympique lyonnais avec 222 buts. Il y conquiert les trois premières coupes de France avec Lyon en 1964, 1967 et 1973. Il joue 489 matchs officiels avant d'être transféré au Red Star en 1973.
Deux joueurs de renom sont arrivés à Lyon en 1969. Il s'agit d'une part de Bernard Lacombe alors qu'il a seulement dix-sept ans. Il occupera après sa carrière le poste d'entraineur puis de conseiller du président au sein du club. D'autre part, Serge Chiesa se distingue par sa longévité au club. Il y passe quatorze saisons où il joue 541 matchs officiels dont 477 en championnat en devenant le joueur ayant joué le plus grand nombre de matchs au sein du club.
L'année suivante, Raymond Domenech, natif de Lyon, signe un contrat professionnel. Sa caractéristique de joueur viril et violent en font un élément essentiel de la défense lyonnaise. Il joue par ailleurs 293 matchs lors de ses six saisons passées au club.

### 1973-1999   L'ère blanc et l'arrivée de Aulas
Alain Caveglia, natif de Vénissieux dans la banlieue lyonnaise, ne joue à l'OL qu'après l'âge de vingt-huit ans en 1996. C'est un buteur agile qui marque 54 buts en championnat en 127 rencontres. Cela lui permet d'obtenir le surnom de « Cavegoal ». Mais l'arrivée de Sonny Anderson lui barre la route et le contraint à quitter le club en 2000.
Formé dans le club voisin de l'AS Saint-Étienne, Grégory Coupet est transféré à l'Olympique lyonnais en 1997. Dès son arrivée au club, il est entraîné par Joël Bats et s'impose dans la cage lyonnaise. Il joue cinq cent dix-huit matchs et remporte tous les trophées conquis par le club entre 2001 et 2008, soit une Coupe de la Ligue, une Coupe de France et sept titres consécutifs de Champion de France.

### 1999-2009: l'ère brésilienne et le sommet de la Ligue 1
Sonny Anderson est recruté par Jean-Michel Aulas en 1999. Il évolue alors au FC Barcelone, club dans lequel il ne parvient pas à s'imposer. Le montant du transfert est évalué à 120 millions de francs. Il est le premier grand attaquant ayant permis la montée en puissance du club au début des années 2000. Ce joueur a remporté par deux fois en 2000 et 2001 le classement du meilleur buteur du championnat de France puis la Coupe de la Ligue en 2001 et deux titres de Champion de France en 2002 et 2003 avant de quitter le club avec quatre-vingt-onze buts marqués en cent cinquante-quatre matchs.
Cláudio Caçapa et Edmílson sont deux autres joueurs de la génération brésilienne de l'Olympique lyonnais. Ils sont recrutés en 2000 et passent respectivement sept et quatre années sous le maillot lyonnais. Leur carrure leur permet de s'imposer en défense centrale et de jouer respectivement 154 matchs dont sept buts et 140 matchs dont quatre buts. Cette même année 2000, le Camerounais Marc-Vivien Foé arrive au club. Son destin tragique lui fait perdre la vie sur la pelouse du stade de Gerland lors de la Coupe des Confédérations 2003.
À la fin de l'exercice 2000-2001, Lyon remporte la Coupe de la Ligue, premier trophée d'une longue série acquis grâce à un but du suisse Patrick Müller, arrivé en début de championnat, et qui a disputé plus de 150 matchs sous le maillot de l'OL, parfois en tant que capitaine. En 2001, Marcelo est recruteur spécialisé dans le secteur du Brésil pour l'Olympique lyonnais. Il supervise alors un joueur du RC Vasco de Gama à Rio de Janeiro. Il s'agit de l'international brésilien Juninho Pernambucano. Meneur de jeu et efficace sur les coups francs, il devient un élément essentiel du dispositif lyonnais. Il a notamment marqué cent buts dont quarante-quatre sur coups francs en 344 matchs. Il fait partie de la génération ayant remporté la Coupe de la Ligue en 2001, les sept titres consécutifs de Champion de France et la Coupe de France. Cris et Anthony Réveillère font aussi partie de cette génération de titres consécutifs, le premier étant arrivé en 2003 et le second en 2004.
Mahamadou Diarra et Michael Essien respectivement recruté en 2002 et 2003 sont des milieux de terrain athlétiques. Ils ont permis au club ses années de gloire au milieu des années 2000, mais l'attrait des grands clubs européens pour leur qualité physique aura contraint l'Olympique lyonnais de s'en séparer. Karim Benzema est un autre joueur à avoir été formé à Lyon. Il entre au centre de formation du club en 1996 et signe son premier contrat professionnel en 2004. Il se révèle au niveau international en développant ses qualités de buteur au sein de l'attaque lyonnaise. Il obtient ensuite ses premières sélections en Équipe de France en 2007 puis est transféré au Real Madrid en 2009 pour 35 millions d'euros.

### 2009 - 2014: des investissements lourds
En 2009, l'Olympique lyonnais et le FC Porto trouvent un accord sur les modalités du transfert de Lisandro López pour un montant de 24 millions d'euros, plus un maximum de quatre millions d'euros. Cette même année Michel Bastos est en provenance de Lille pour un montant de 18 millions d'euros. L'année suivante, en 2010, le club recrute Yoann Gourcuff pour 26,5 millions d'euros ce qui constitue un record dans l'histoire de l'OL. Durant cette période de reconstruction pour le club, il s'agit de trois des dix plus gros transferts enregistrés en Ligue 1 jusqu'en 2012.

## Statistiques individuelles

### Matchs disputés
| N° | Joueur              | Né en | Nationalité   | Poste     | Saisons                       | Matchs | Sélection     |
| -- | ------------------- | ----- | ------------- | --------- | ----------------------------- | ------ | ------------- |
|    |                     |       |               |           |                               |        |               |
| 1  | Serge Chiesa        | 1950  | France        | Milieu    | 1969-1983                     | 542    | France        |
| 2  | Grégory Coupet      | 1972  | France        | Gardien   | 1997-2008                     | 519    | France        |
| 3  | Fleury Di Nallo     | 1943  | France        | Attaquant | 1960-1974                     | 494    | France        |
| 4  | Yves Chauveau       | 1945  | France        | Gardien   | 1963-1965 1966-1975 1978-1982 | 490    | France        |
| 5  | Anthony Lopes       | 1990  | Portugal      | Gardien   | 2012-2025                     | 489    | Portugal      |
| 6  | Aimé Mignot         | 1932  | France        | Défenseur | 1955-1967                     | 425    | -             |
| 7  | Sidney Govou        | 1979  | France        | Attaquant | 1999-2010                     | 412    | France        |
| 8  | Anthony Réveillère  | 1979  | France        | Défenseur | 2003-2013                     | 400    | France        |
| 9  | Alexandre Lacazette | 1991  | France        | Attaquant | 2009-2017 2022-2025           | 391    | France        |
| 10 | Angel Rambert       | 1936  | France        | Attaquant | 1960-1970                     | 380    | France        |
| 11 | Juninho             | 1975  | Brésil        | Milieu    | 2001-2009                     | 344    | Brésil        |
| 12 | Maxime Gonalons     | 1989  | France        | Milieu    | 2009-2017                     | 334    | France        |
| 13 | Marcel Le Borgne    | 1939  | France        | Milieu    | 1956-1960 1961-1969           | 324    | -             |
| 14 | Cris                | 1977  | Brésil        | Défenseur | 2004-2012                     | 310    | Brésil        |
| 15 | Lucien Degeorges    | 1942  | France        | Milieu    | 1959-1969                     | 297    | -             |
| 16 | Bernard Lhomme      | 1942  | France        | Défenseur | 1966-1976                     | 295    | -             |
| 17 | Raymond Domenech    | 1952  | France        | Défenseur | 1970-1978                     | 292    | France        |
| 18 | Alain Olio          | 1957  | France        | Défenseur | 1976-1984 1985-1986           | 290    | -             |
| 19 | Camille Ninel       | 1928  | France        | Milieu    | 1950-1961                     | 284    | -             |
| 20 | Kim Källström       | 1982  | Suède         | Milieu    | 2006-2012                     | 283    | Suède         |
| 21 | Ljubomir Mihajlović | 1943  | Yougoslavie   | Défenseur | 1970-1977                     | 279    | Yougoslavie   |
| 22 | Philippe Violeau    | 1970  | France        | Milieu    | 1997-2003                     | 269    | -             |
| 23 | Florent Laville     | 1973  | France        | Défenseur | 1993-2003                     | 268    | -             |
| 24 | Laurent Fournier    | 1964  | France        | Milieu    | 1980-1988                     | 262    | France        |
| 25 | Pascal Fugier       | 1968  | France        | Défenseur | 1987-1993                     | 261    | -             |
| 26 | Bernard Lacombe     | 1952  | France        | Attaquant | 1969-1978                     | 258    | France        |
| 27 | Bruno Ngotty        | 1971  | France        | Défenseur | 1988-1995                     | 257    | France        |
| 28 | Corentin Tolisso    | 1994  | France        | Milieu    | 2013-2017 2022-               | 255    | France        |
| 29 | Maxwel Cornet       | 1996  | Côte d'Ivoire | Attaquant | 2015-2021                     | 252    | Côte d'Ivoire |
| 30 | André Lerond        | 1930  | France        | Défenseur | 1951-1959                     | 249    | France        |

### Meilleurs buteurs
| N° | Joueur              | Né en | Nationalité   | Poste     | Saisons             | Buts | Ratio (But/match) | Sélection     |
| -- | ------------------- | ----- | ------------- | --------- | ------------------- | ---- | ----------------- | ------------- |
|    |                     |       |               |           |                     |      |                   |               |
| 1  | Fleury Di Nallo     | 1943  | France        | Attaquant | 1960-1974           | 222  | 0,45              | France        |
| 2  | Alexandre Lacazette | 1991  | France        | Attaquant | 2009-2017 2022-2025 | 201  | 0,51              | France        |
| 3  | Bernard Lacombe     | 1952  | France        | Attaquant | 1969-1978           | 149  | 0,58              | France        |
| 4  | Serge Chiesa        | 1950  | France        | Milieu    | 1969-1983           | 132  | 0,24              | France        |
| 5  | Juninho             | 1975  | Brésil        | Milieu    | 2001-2009           | 100  | 0,29              | Brésil        |
| 6  | Bafétimbi Gomis     | 1985  | France        | Attaquant | 2009-2014           | 95   | 0,39              | France        |
| 7  | Sonny Anderson      | 1970  | Brésil        | Attaquant | 1999-2003           | 94   | 0,58              | Brésil        |
| 8  | Nestor Combin       | 1940  | France        | Attaquant | 1959-1964           | 94   | 0,57              | France        |
| 9  | Ernest Schultz      | 1931  | France        | Attaquant | 1952-1957           | 91   | 0,52              | France        |
| 10 | Lisandro López      | 1983  | Argentine     | Attaquant | 2009-2013           | 82   | 0,49              | Argentine     |
| 11 | Sima Nikolic        | 1954  | Yougoslavie   | Attaquant | 1980-1985           | 78   | 0,46              | -             |
| 12 | Sidney Govou        | 1979  | France        | Attaquant | 1999-2010           | 77   | 0,19              | France        |
| 13 | André Guy           | 1941  | France        | Attaquant | 1967-1971           | 76   | 0,59              | France        |
| 14 | Memphis Depay       | 1994  | Pays-Bas      | Attaquant | 2017-2021           | 76   | 0,43              | Pays-Bas      |
| 15 | Moussa Dembélé      | 1996  | France        | Attaquant | 2018-2023           | 70   | 0,41              | France        |
| 16 | Nabil Fekir         | 1993  | France        | Milieu    | 2013-2019           | 69   | 0,36              | France        |
| 17 | Karim Benzema       | 1987  | France        | Attaquant | 2004-2009           | 66   | 0,45              | France        |
| 18 | Angel Rambert       | 1936  | France        | Attaquant | 1960-1970           | 66   | 0,17              | France        |
| 19 | Eugène Kabongo Ngoy | 1960  | Zaïre         | Attaquant | 1987-1990           | 65   | 0,67              | Zaïre         |
| 20 | Alain Caveglia      | 1968  | France        | Attaquant | 1996-2000           | 63   | 0,46              | -             |
| 21 | Florian Maurice     | 1974  | France        | Attaquant | 1992-1997           | 51   | 0,36              | France        |
| 22 | Maxwel Cornet       | 1996  | Côte d'Ivoire | Attaquant | 2015-2021           | 51   | 0,20              | Côte d'Ivoire |
| 23 | Jean-Pierre Orts    | 1960  | France        | Attaquant | 1986-1988           | 50   | 0,60              | -             |

### Meilleurs buteurs par saison
Le meilleur buteur de l'histoire de l'Olympique Lyonnais en première division sur une saison est Alexandre Lacazette avec 28 buts lors de la saison 2016-2017, tandis que le meilleur buteur sur une saison toutes compétitions confondues est Nestor Combin avec 41 buts marqués durant la saison 1964-1965.

Alexandre Lacazette est le seul joueur de l'histoire du club à avoir terminé à 7 reprises meilleur buteur de son équipe en fin de saison, entre 2013 et 2025. Il détient également avec Fleury Di Nallo et Sonny Anderson le plus grand nombre de titres consécutifs (4).

Le tableau ci-dessous présente la liste des meilleurs buteurs par saison (toutes compétitions confondues) de l'Olympique lyonnais.
| Titre de meilleur buteur de la compétition |

| Saison    | Nationalité | Joueur                  | Championnat | Coupes nationales | Coupes d'Europe | Autres | Total |
| --------- | ----------- | ----------------------- | ----------- | ----------------- | --------------- | ------ | ----- |
| 1950-1951 | France      | Georges Dupraz          | 20          | -                 | -               | -      | 20    |
| 1951-1952 | France      | Georges Dupraz (2)      | 11          | 1                 | -               | -      | 12    |
| 1952-1953 | France      | Ernest Schultz          | 13          | 4                 | -               | -      | 17    |
| 1953-1954 | France      | Ernest Schultz (2)      | 23          | 4                 | -               | -      | 27    |
| 1954-1955 | France      | Jacques Fatton          | 14          | 6                 | -               | -      | 20    |
| 1955-1956 | France      | Ernest Schultz (3)      | 15          | 6                 | -               | -      | 21    |
| 1956-1957 | France      | Ernest Schultz (4)      | 10          | 6                 | -               | -      | 16    |
| 1957-1958 | France      | Lucien Cossou           | 10          | 2                 | -               | -      | 12    |
| 1958-1959 | France      | Lucien Cossou (2)       | 16          | 5                 | 1               | -      | 22    |
| 1959-1960 | Cameroun    | Eugène N'Jo Léa         | 9           | 1                 | -               | -      | 10    |
|           |             |                         |             |                   |                 |        |       |
| 1960-1961 | France      | Nestor Combin           | 15          | 2                 | -               | -      | 17    |
| 1961-1962 | France      | Fleury Di Nallo         | 18          | 2                 | -               | -      | 20    |
| 1962-1963 | France      | Nestor Combin (2)       | 16          | 2                 | -               | -      | 18    |
| 1963-1964 | France      | Nestor Combin (3)       | 23          | 8                 | 10              | -      | 41    |
| 1964-1965 | France      | Fleury Di Nallo (2)     | 13          | 2                 | -               | -      | 15    |
| 1965-1966 | France      | Fleury Di Nallo (3)     | 15          | -                 | -               | -      | 15    |
| 1966-1967 | France      | Fleury Di Nallo (4)     | 14          | 5                 | -               | -      | 19    |
| 1967-1968 | France      | Fleury Di Nallo (5)     | 18          | 1                 | 6               | -      | 25    |
| 1968-1969 | France      | André Guy               | 25          | 4                 | 1               | -      | 30    |
| 1969-1970 | France      | André Guy (2)           | 17          | 6                 | -               | -      | 23    |
|           |             |                         |             |                   |                 |        |       |
| 1970-1971 | France      | Fleury Di Nallo (6)     | 21          | 7                 | -               | -      | 28    |
| 1971-1972 | France      | Bernard Lacombe         | 19          | -                 | -               | -      | 19    |
| 1972-1973 | France      | Bernard Lacombe (2)     | 23          | 8                 | -               | -      | 31    |
| 1973-1974 | France      | Serge Chiesa            | 13          | 2                 | 3               | -      | 18    |
| 1974-1975 | France      | Bernard Lacombe (3)     | 17          | 1                 | 4               | -      | 22    |
| 1975-1976 | France      | Serge Chiesa            | 18          | 6                 | -               | -      | 24    |
| 1976-1977 | France      | Bernard Lacombe (4)     | 21          | -                 | -               | -      | 21    |
| 1977-1978 | France      | Bernard Lacombe (5)     | 24          | -                 | -               | -      | 24    |
| 1978-1979 | France      | Serge Chiesa (2)        | 9           | 2                 | -               | -      | 11    |
| 1979-1980 | France      | Daniel Xuereb           | 10          | -                 | -               | -      | 10    |
|           |             |                         |             |                   |                 |        |       |
| 1980-1981 | Yougoslavie | Simo Nikolic            | 21          | -                 | -               | -      | 21    |
| 1981-1982 | Yougoslavie | Simo Nikolic (2)        | 14          | 5                 | -               | -      | 19    |
| 1982-1983 | France      | Albert Emon             | 12          | 1                 | -               | -      | 13    |
| 1983-1984 | Yougoslavie | Simo Nikolic (3)        | 18          | 2                 | -               | 1      | 21    |
| 1984-1985 | Yougoslavie | Franck Durix            | 5           | 4                 | -               | -      | 9     |
| 1985-1986 | France      | Éric Spadiny            | 9           | 5                 | -               | -      | 14    |
| 1986-1987 | France      | Jean-Pierre Orts        | 20          | 5                 | -               | 1      | 26    |
| 1987-1988 | France      | Jean-Pierre Orts (2)    | 18          | 4                 | -               | 2      | 24    |
| 1988-1989 | Congo       | Eugène Kabongo Ngoy     | 22          | 10                | -               | -      | 32    |
| 1989-1990 | Congo       | Eugène Kabongo Ngoy (2) | 12          | -                 | -               | -      | 12    |
|           |             |                         |             |                   |                 |        |       |
| 1990-1991 | Paraguay    | Roberto Cabañas         | 9           | -                 | -               | -      | 9     |
| 1991-1992 | Maroc       | Aziz Bouderbala         | 6           | -                 | 1               | -      | 7     |
| 1992-1993 | France      | Rémi Garde              | 9           | -                 | -               | -      | 9     |
| 1993-1994 | France      | Florian Maurice         | 7           | 1                 | -               | -      | 8     |
| 1994-1995 | France      | Florian Maurice (2)     | 15          | 1                 | -               | -      | 16    |
| 1995-1996 | France      | Florian Maurice (3)     | 19          | 2                 | 1               | -      | 22    |
| 1996-1997 | France      | Alain Caveglia          | 19          | 1                 | 1               | -      | 21    |
| 1997-1998 | France      | Alain Caveglia (2)      | 10          | 1                 | 6               | -      | 17    |
| 1998-1999 | France      | Alain Caveglia (3)      | 17          | -                 | 7               | -      | 24    |
| 1999-2000 | Brésil      | Sonny Anderson          | 23          | 2                 | 3               | -      | 28    |
|           |             |                         |             |                   |                 |        |       |
| 2000-2001 | Brésil      | Sonny Anderson (2)      | 22          | 4                 | 5               | -      | 31    |
| 2001-2002 | Brésil      | Sonny Anderson (3)      | 14          | 1                 | 3               | -      | 18    |
| 2002-2003 | Brésil      | Sonny Anderson (4)      | 12          | -                 | 5               | -      | 17    |
| 2003-2004 | France      | Peguy Luyindula         | 16          | 1                 | 2               | -      | 19    |
| 2004-2005 | Brésil      | Juninho                 | 13          | 1                 | 2               | -      | 16    |
| 2005-2006 | Brésil      | Fred                    | 14          | 1                 | 2               | -      | 17    |
| 2006-2007 | Brésil      | Fred (2)                | 11          | 1                 | 2               | -      | 14    |
| 2007-2008 | France      | Karim Benzema           | 20          | 7                 | 4               | -      | 31    |
| 2008-2009 | France      | Karim Benzema (2)       | 17          | 1                 | 5               | -      | 23    |
| 2009-2010 | Argentine   | Lisandro Lopez          | 15          | 2                 | 7               | -      | 24    |
|           |             |                         |             |                   |                 |        |       |
| 2010-2011 | Argentine   | Lisandro Lopez (2)      | 17          | -                 | 2               | -      | 19    |
| 2011-2012 | Argentine   | Lisandro Lopez (3)      | 16          | 8                 | 1               | -      | 25    |
| 2012-2013 | France      | Bafétimbi Gomis         | 16          | 2                 | 2               | 1      | 21    |
| 2013-2014 | France      | Alexandre Lacazette     | 15          | 5                 | 2               | -      | 22    |
| 2014-2015 | France      | Alexandre Lacazette (2) | 27          | 3                 | 1               | -      | 31    |
| 2015-2016 | France      | Alexandre Lacazette (3) | 21          | -                 | 2               | -      | 23    |
| 2016-2017 | France      | Alexandre Lacazette (4) | 28          | 2                 | 7               | -      | 37    |
| 2017-2018 | France      | Nabil Fekir             | 18          | 2                 | 3               | -      | 23    |
| 2018-2019 | France      | Moussa Dembélé          | 15          | 4                 | 1               | -      | 20    |
| 2019-2020 | France      | Moussa Dembélé (2)      | 16          | 6                 | 2               | -      | 24    |
|           |             |                         |             |                   |                 |        |       |
| 2020-2021 | Pays-Bas    | Memphis Depay           | 20          | 2                 | -               | -      | 22    |
| 2021-2022 | France      | Moussa Dembélé (3)      | 21          | -                 | 1               | -      | 22    |
| 2022-2023 | France      | Alexandre Lacazette (5) | 27          | 4                 | -               | -      | 31    |
| 2023-2024 | France      | Alexandre Lacazette (6) | 19          | 3                 | -               | -      | 22    |
| 2024-2025 | France      | Alexandre Lacazette (7) | 15          | -                 | 4               | -      | 19    |
|           |             |                         |             |                   |                 |        |       |

## Liste des joueurs

### Liste des joueurs en activité au club
Dernière mise à jour effectuée le 9 janvier 2022.

### Liste complète des joueurs
Ce tableau présente la liste complète des joueurs ayant joué à l'OL, en indiquant pour chacun l'année de naissance, la nationalité (ou les nationalités, si plusieurs), le poste, les saisons passées au sein du club rhodanien, le nombre de matches joués ainsi que le nombre de buts marqués et, enfin, la sélection nationale que représentait le joueur s'il était international A avant ou pendant son passage à l'OL.
A noter que lorsqu'un joueur possède plusieurs nationalités, la nationalité sportive est la première indiquée. Par ailleurs, ne sont indiquées que les nationalités initiales des joueurs, c'est-à-dire hors naturalisation en cours de carrière, la nationalité obtenue en cours de carrière n'étant mentionnée que si elle est devenue la nationalité sportive préalablement ou pendant le passage du joueur à l'OL.
En outre, la sélection indiquée est celle pour laquelle le joueur était international (en équipe A, les sélections espoirs n'étant pas prises en compte) pendant ou avant son passage à l'OL, indépendamment des éventuelles sélections du joueur en équipe nationale postérieurement à son passage à l'OL.